# 아르투아

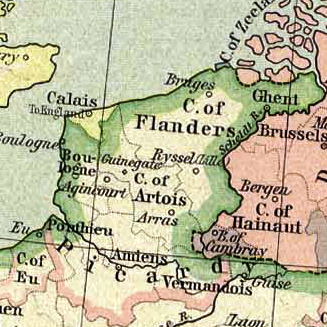
15세기 아르투아의 위치

아르투아(프랑스어: Artois)는 프랑스 북부에 위치한 지역의 옛 지명으로 플랑드르의 백작들의 소유지였으며, 1180년 프랑스에 합병되어 부르고뉴인들의 지배를 받았다. 1500년부터 합스부르크 왕가의 지배를 받았으나, 30년 전쟁 중 프랑스에 다시 정복되었다.
석탄의 산지로 제조업이 발달하였으나, 제1차 세계 대전 때 전장이 되어 폐허가 되었고 그 후 석탄 산업이 쇠퇴하였다. 이 지역은 가장 큰 도시는 아라스이다.

## 같이 보기
- 아르투아 백작령